# Kang Chil-gu
Kang Chil-gu (né le 8 août 1984 à Muju) est un sauteur à ski sud-coréen actif depuis 2001.

## Palmarès

### Jeux olympiques
| Épreuve / Édition | Salt Lake City 2002 | Turin 2006 | Sochi 2014 |
| Petit tremplin    | 46e                 |            |            |
| Grand tremplin    | 47e                 |            |            |
| Par équipes       | 8e                  | 13e        | 11e        |

### Championnats du monde de vol à ski
| Épreuve / Édition | Harrachov 2002 | Planica 2004 |
| Individuel        | 30e            | 49e          |

### Coupe du monde
- Meilleur classement général : 77e en 2004.
- Meilleur résultat: 29e.